# 卡申區
卡申區（俄语：Кашинский район），是俄羅斯的一個區，位於該國西部，由特維爾州負責管轄，面積約2,010平方公里，2010年該區人口27,410，人口密度每平方公里13.64人。